# Социјалистичка Република Румунија
Социјалистичка Република Румунија (скраћено СР Румунија; рум. Republica Socialistă România) је било службено име Румуније од 1965. године. Држава је од 1947. до 1965. године носила име Народна Република Румунија (скраћено НР Румунија; рум. Republica Populară Română). Укинута је крајем децембра 1989. године након избијања револуције.

## Историја

### Историјска позадина
Како су јединице совјетске Црвене армије напредовале према Румунији, краљ Михајло I је у августу срушио са власти Јона Антонескуа, вођу фашистичке Гвоздене гарде. Тим је Румунија прекинула савез са силама Осовине и прешла на страну Антифашистичке коалиције. Након ослобођења Румуније, совјетске трупе су остале на њеној територији.
Још је током конференције на Јалти Винстон Черчил признао Јосифу Стаљину да Румунија највећим делом потпадне под совјетску сферу утицаја. Тако је већ 6. марта 1945. године, на власт у Румунији постављена просовјетски оријентисана коалициона влада на челу са др. Петруом Грозом. Краљ је и даље вршио своју улогу, али више није имао стварну власт у земљи.
На изборима одржанима 19. новембра 1946. године, комунисти су освојили 80% гласова. Након формирања владе почели су да елиминишу најјаче супарничке странке, док су оне мање спојене са Комунистичком партијом Румуније.
Дана 30. децембра 1947. године, комунисти су присилили краља Михајла на абдикацију и прогласили народну републику. Одлука је званично потврђена ступањем на снагу новог устава, 13. априла 1948. године. Владајућом партијом проглашена је Румунска радничка партија.

### Прве године Народне републике
Прве године Народне Републике Румуније обележили су обрачуни са негдашњим колабораторима, припадницима Гвоздене гарде, буржујима и велепоседницима. Изузетно разгранату обавештајну мрежу имала је румунска тајна служба Секуритатеа. Румунија се економски повезала са Совјетским Савезом преко разних уговора о сарадњи, а у земљи су били присутни и совјетски саветници. Од 1948. године, почела је да се проводи колективизација, а 11. јуна су национализоване све банке и веће фирме.
Унутар владајуће партије у Румунији у то су време постојале три фракције. Први су били тзв. „Московљани“, који су се током рата налазили у Москви (Ана Паукер, Василе Лука). Други су били „затворски комунисти“, који су током рата били у затвору (Георге Георгиу Деж). Трећи су били „секретарски комунисти“, који су током Антонескуове диктатуре илегално деловали у Румунији (Лукрециу Петрескану). С временом су, захваљујући Стаљиновој подршци, превладали „затворски комунисти“. Дежови неистомишљеници, најпознатија од њих Ана Паукер, углавном су избачени из Партије, док је Петрескану стрељан након намештеног судског процеса.

### Дежова ера
Георге Георгиу Деж ниие био задовољан Хрушчовљеним процесом дестаљинизације, због чега је почео да води независнију политику од Совјетског Савеза. Такође је негодовао што је Молдавија, традиционално румунска земља, прикључена Совјетском Савезу. Пошто није намеравао да попусти своје стаљинистичке позиције, Деж је почео да се више повезује са Маовом Кином, чије вођство није било задовољно Хрушчовљевом већом сарадњом са Западом.
Деж је 1954. године дао оставку на месту секретара Партије, али је задржао функцију премијера. Годину дана после, поновно се вратио на место секретара. Упркос пружању отпора Совјетском Савезу у одређеним дозама, Деж је 1955. године Румунију увео у чланство Варшавског пакта. Ипак, доцније није допустио да снаге Пакта обављају војне маневре на румунском тлу, те је ограничио и учешће румунске војске у истим маневрима.
Након што је Хрушчов 1956. године службено одбацио стаљинизам као политику Совјетског Савеза, Деж и партијско руководство окарактерисали су Ану Паукер, Василеа Луку и Георгескуа као стаљинисте и објавили да је Румунска радничка партија била очишћена од стаљиниста и пре него је Стаљин умро.
Подстакнути немирима у Пољској и револуцијом у Мађарској 1956. године, румунски студенти и радници протестовали су за боље животне услове и одлазак совјетске армије. Током гушења мађарске револуције, Румунија је понудила своје учешће у сузбијању немира, али их је Хрушчов одбио. Након револуције, Деж је успоставио добре односе са новим мађарским вођом, Јаношем Кадаром. Вођа револуције, Имре Нађ, био је до 1958. године заточен у Снагову северно од Букурешта, након чега је враћен у Будимпешту, где је смакнут.
У Трансилванији су румунске власти након година аутономије почеле да укидају центре образовања мађарске мањине, под изликом да су многи Мађари иредентисти, који нарушавају територијални интегритет Румуније. Међутим, Деж је под совјетским притиском био натеран да формира Мађарску Аутономну Регију у центру Трансилваније.
Румунска влада почела је да смањује улагања у тешку индустрију и потакла већу производњу свакодневних добара, децентрализацију економског планирања и да уводи неке елементе радничког самоуправљања.

### Социјалистичка Република Румунија
Георге Георгиу Деж умро је 1965. године, а наследио га је до тада мало познат Николаје Чаушеску. Док је Деж био познат као крути стаљиниста, Чаушеску је био више реформистички политичар. Чаушеску је од Дежа прихватио политику веће независности од Совјетског Савеза, која је постала изузетно популарна у Румунији. Такође је смањен и совјетски културни утицај у земљи.
Румунска влада је 1965. године, следећи пример Чехословачке, променила име Народне Републике Румуније у Социјалистичку Републику Румунију. Румунској радничкој партији је враћено старо име, па сада опет постала Комунистичка партија Румуније. На почетку своје владавине, Чаушеску је био веома популаран политичар. Тржиште се развијало, а и омогућене су веће политичке слободе. Чаушеску је 1968. године одбио да учествује у инвазији на Чехословачку и критиковао овај потез Варшавског пакта. Све је више јачао односе са западним земљама и међународним институцијама, попут Међународног монетарног фонда и Светске банке. Значајна је била и посета француског председника Шарла де Гола Румунији, као и америчког Ричарда Никсона. Чаушеску је тада био посетио Сједињене Државе и Уједињено Краљевство. Румунија је за време Чаушескуа одржавала добре односе и са Западном Немачком, Израелом, Кином, Албанијом, чак и Пиночеовим Чилеом. Совјетски Савез није претерано подупирао ове Чаушескуове потезе.
Чаушеску је током своје владавине покренуо велике архитектонске пројекте. Започео је са Букурештом, чији је добар део центра срушен, како би се изградио велики комплекс Палате народа (данас Парламент). До револуције 1989. године, неке грађевине попут Националне библиотеке и Националног музеја историје, остале су недовршене. У то је време Букурешт био град који се рапидно ширио, те су изграђиване нове градске четврти. Крајем 1970-их, започела је и градња Букурештанског метроа. До средине 1989. године, било је изграђено 49 km подземне железнице. Године 1977, Букурешт је погодио разоран земљотрес у којем су биле оштећене многе грађевине од културно-историјске важности. Међутим, није се пришло обнови већине зграда, него њиховом рушењу и изградњи нових. Само су објекти од изузетне културне важности били обновљени. Од ових година Румунија је имала ефикасан систем напајања и преноса енергије, Букурешт је имао функционалан метро, а остали градови у земљи обогаћени су модерним стамбеним зградама. Румунија је средином 1960-их ушла у пројекат изградње хидроелектране Ђердап, заједно са СФР Југославијом.
Чаушеску је увелико повећао спољни дуг Румуније код западних земаља, настојећи да што пре заврши велику Палату народа и остале пројекте. То је довело и до смањења намирница у трговинама, те ограничавања њихове потрошње од 1984. године. Кориштење горива је такође ограничавано, упркос великим капацитетима румунске нафтне индустрије. Свакодневна су била и замрачења која су трајала 1 до 2 сата, будући да су све расположиве залихе струје користиле фабрике тешке индустрије. Максимум кориштења струје по породици био је 20 kWh. Емитовање програма на Телевизији било је ограничено на један, који се емитовао само два сата дневно. Ограничавано је и грејање на плин у кућанствима и јавним установама.
Због општег стања у Румунији, 15. новембра 1987. године избила је побуна становништва у Брашову. Побуна је убрзо угушена, а велик број демонстраната затворен. Додатно негодовање становништва потакла је комплетна отплата спољног новчаног дуга од 11 милијарди долара, што је узроковало мањак намирница у трговинама. Са даљњим Горбачовљевим подстицањем промена у Источном блоку, 11. новембра 1989. године избиле су студентске демонстрације у Букурешту. Демонстранти су растерани, а неколицина њих ухапшена. Због оваквог је стања Чаушеску остао без потпоре већине политичара, поготово након избијања немира који ће да доведу до његовог пада.

### Румунска револуција 1989.
Немири 1989. године кулминисали су избијањем опште побуне која је завршила падом Николајеа Чаушескуа. Дана 16. децембра избиле су демонстрације у Темишвару у знак подршке дисиденту Ласлу Токешу. С временом се све више људи укључивало у демонстрације, упркос интервенцијама полиције. Пошто су се демонстрације наставиле и наредни дан, полиција је пуцала у демонстранте, при чему је погинуло око 100 људи. Чаушеску се вратио из посете Ирану, те је на јавном обраћању нацији преко Телевизије осудио догађаје у Темишвару, сматрајући их кривицом страних агената који раде да наруше суверенитет Румуније. Прогласио је Дан жалости и сазвао окупљање народа у Букурешту наредни дан. До 21. децембра, демонстрације су се прошириле на Сибињ, Букурешт и остале градове.
У ноћи 21. децембра, дошло је до великих сукоба тајне полиције и демонстраната на улицама Букурешта у чему је наредних дана погинуло око 1.100 људи. Дана 22. децембра, демонстранти су провалили седиште Централног комитета КП Румуније. Чаушеску и његова супруга Елена побегли су хеликоптером, који их је оставио у Трговишту. Тамо им је у напуштеној загради суђено, након чега су стрељани 25. децембра. Ови догађаји означили су крај власти комуниста и проглашење Републике Румуније на челу са Јоном Илијескуом.